# 花束 (アルバム)
『花束』（はなたば）は、2011年5月11日に発売されたPragueの1枚目のミニアルバム。

## 解説
前作『Perspective』から10ヶ月でのリリースとなるミニアルバム。ミニアルバムとしては、初めてのリリースとなる。
後に発表された「バランスドール」、「スノーラン」は、本作の制作時から存在している楽曲。
本作では、当初より「1曲1曲の濃さを強くしていく」という考えがあり、艶っぽくしたいということから「花束」というタイトルが付けられた。

## 収録曲
全曲 作詞：鈴木雄太 / 作曲：Prague
1. 仇花 [4:30]
2. サーカスライフ [4:14]
当初よりキーボードを入れたアレンジが考えられており、キーボーディストのエマーソン北村が参加した「サーカスライフ (Album Version)」が2ndアルバム『明け方のメタファー』に収録されている[2]。
2013年1月31日に開催された「プラハの春」で披露されたが、同ライブで録音された音源を集めた『ある篝火について』には収録されていない[4]。
3. 夢人 [4:10]
鈴木曰く「一輪の花のイメージ」[5]。
4. 手に触れて [4:52]
5. ナイトフライト [4:38]